# 羅曼尼夫卡 (拜基夫齊市鎮)
49°32′0″N 25°49′0″E / 49.53333°N 25.81667°E
羅曼尼夫卡（羅馬化：Romanivka）是烏克蘭的村落，位於該國西部捷爾諾波爾州，由捷爾諾波爾區負責管轄，始建於1571年，面積1.3平方公里，2001年人口566，人口密度每平方公里435.38人。